# Кровавая слава (фильм, 1913)
«Кровавая слава» — российский немой фильм Евгения Бауэра, снятый в 1913 году. Выпуск на экраны 7 октября 1913 года. 
Другое название — «Из жизни одной курсистки».  Фильм не сохранился.

## Сюжет
Сюжет изложен в журнале «Сине-фоно» (1913)  и «Кине-журнале» (1913).
Курсистка Нюра после поисков работы предложить свои услуги в качестве натурщицы художнику Ходотову. Она влюбляется в художника.  Однако вскоре художник решает жениться на богатой заказчице. Девушка травится. Художник рисует мёртвую натурщицу, а затем сбрасывает труп в реку.
Картина Ходотова под  названием «Гримаса смерти» получает признание художественного мира, и он готовится к свадьбе. Но затем всплывает труп Нюры. Вскрытие показывает, что смерть последовала от отравления. На вскрытии присутствовал доктор, который давно знал Нюру и был влюблён в девушку.
Доктор обвиняет Ходотова в убийстве и предлагает  тому либо покончить с собой,  либо отдаться в руки правосудия. Ходотов стреляет себе в висок.

## В ролях
| Актёр                        | Роль             |
| ---------------------------- | ---------------- |
| Софья Бауэр                  | курсистка Нюра   |
| Михаил Саларов               | художник Ходотов |
| Лина (Эмма) Анчарова (Бауэр) | Вера Светлова    |
| Валериан Демерт              | доктор           |

## Съёмочная группа
- Режиссёры: Евгений Бауэр и В. Брянский (или А.А. Брянский[6])
- Сценарист: Г. Бауэр
- Оператор: Николай Козловский

## Критика
Кинокритик Н. Иезуитов относил фильм к числу малозначащих. Однако эту оценку не разделяли другие советские киноведы.
Историк кино Вениамин Вишневский оценил картину как «фильм, в котором легко обнаружить специфические для Е. Ф. Бауэра приёмы драматического построения фильмов».
Историк кинематографа C. Гинзбург считал, что в картине «проявились некоторые черты, характерные для раннего творчества Бауэра: стремление к точности психологических характеристик, очень внимательное отношение режиссёра к атмосфере, так называемому „второму плану действия“».